# Gladsaxe Ny Teater
Gladsaxe Ny Teater, der indtil 2006 hed Gladsaxe Teater, var et teater i Buddinge med plads til ca. 600 tilskuere.

## Historie
I 1962 bevilligede Gladsaxe Kommune med borgmester Erhard Jakobsen som primus motor 25.000 kr. til etablering af et lokalt teater. Det første år spillede teateret under navnet Omegnsteateret i aulaen på Stengårdsskolen i Bagsværd, hvor tæppet gik 20. januar 1963 for premieren på Romulus den Store.
Året efter overtog teatret den gamle aula på Gladsaxe Gymnasium. Her spillede man den første forestilling i foråret 1965.
I 1976 blev Gladsaxe Teater sammen med syv andre teatre samlet i Den Storkøbenhavnske Landsdelsscene (det nuværende Københavns Teater).
I 1986 oprettedes Gladsaxe Teaters Folkekor, der gav lokale amatører mulighed for at optræde i teatrets stort anlagte musikforestillinger. Koret har siden starten været tilknyttet teateret men optræder i dag også selvstændigt.
I 1997-98 gennemgik teateret en større ombygning, hvor bl.a. intimscenen Væksthuset med plads til 90 tilskuere blev etableret.
Grundet en årrække med store underskud og lav belægning samt utilfreds med teatrets nedslidte lokaler valgte Københavns Teater i 2006 at indstille sit løbende driftstilskud, hvorfor Gladsaxe Teater spillede sin sidste forestilling 19. marts 2006.
Med støtte fra både Gladsaxe Kommune, lokalt erhvervsliv og en række danske fonde lykkedes det at skaffe midler til at genåbne teateret som egnsteater under navnet Gladsaxe Ny Teater og under ledelse af Kaspar Rostrup. 6. januar 2007 kunne man således holde premiere på en opsætning af Hamlet med skuespilleren Thure Lindhardt i hovedrollen.
I længden kneb det dog med at skaffe de nødvendige private midler, så Gladsaxe Ny Teater måtte 8. januar 2008 gå i betalingsstandsning som følge af et stort underskud. I maj 2010 kom det frem, at teatret ville lukke 1. juni.
Herefter overtog Gladsaxe Gymnasium teatrets lokaler, som i dag bruges til gymnasiets musical, morgensamlinger og koncerter mv.

## Direktører
- 1963-1964: Paul Schleisner
- 1964-1967: Bent Mejding
- 1967-1971: Preben Harris
- 1971-1972: Knud Poulsen
- 1972-1984: Christoffer Bro
- 1984-1992: Kaspar Rostrup
- 1992-2006: Flemming Enevold
- 2007-2010: Kaspar Rostrup

## Ekstern henvisning
- Gladsaxe Ny Teaters hjemmeside

55°44′32.5″N 12°29′22.7″Ø / 55.742361°N 12.489639°Ø